# Kat 1985–2005
Kat 1985–2005 – box polskiej grupy muzycznej Kat. Wydawnictwo ukazało się w 2007 roku nakładem Metal Mind Productions w nakładzie tysiąca numerowanych egzemplarzy. Box zawiera 11 płyt CD i 2 płyty DVD zawierające Wszystkie albumy studyjne zespołu, 38 Minutes of Life, Somewhere in Poland (1xCD + 2xDVD) oraz Czarne zastępy – W hołdzie Kat.

## Opis
- CD 1: Metal & Hell
- CD 2: 666
- CD 3: 38 Minutes of Life
- CD 4: Oddech wymarłych światów
- CD 5: Bastard
- CD 6: Ballady
- CD 7: ...Róże miłości najchętniej przyjmują się na grobach
- CD 8: Szydercze zwierciadło
- CD 9: Somewhere in Poland
- DVD 10: Somewhere in Poland, Part 1
- DVD 11: Somewhere in Poland, Part 2
- CD 12: Mind Cannibals
- CD 13: Various Artists: Czarne zastępy – w hołdzie KAT